# Дауд-хан Каррані
 Дауд-хан (бенг. দাউদ খান; д/н — 12 липня 1576) — останній султан Бенгалії у 1572—1576 роках.

## Життєпис
Походив з династії Каррані. Син султана Сулейман-хана. 1572 року після загибелі брата Баязид-хана виступив проти змовників, зрештою перемігши візира Луді-хана, зайнявши трон. Продовжив політику загиблого брата, спрямовану на незалежність від Великих Моголів.
Невдовзі Дауд-хан захопив фортецю Джаманію біля Газіпура. У відповідь могольський падишах Акбар наказав Мунім-хану, субадару Джаунпура, атакувати бенгальські війська. На бік останнього перейшов Луді-хан, який намагався досягти перемир'я між сторонами. У відповідь султан стратив останнього.
У 1573 році Мунім-хан напав на Біхар, змусивши Дауда відступити та сховатися в Патні. Дауд-хан відправив військо на чолі із Катлу-заном Лохані, Гуджар-ханом Каррані та Шрі Харі проти Мунім-хана, якому на допомогу прийшов Акбар. В багатоденній битві біля Хаджипуру бенгальці зазнали тяжкої поразки. Акбар повернувся до столиці, призначивши Мунім-хана субадаром Біхару. На допомогу йому залишився Тодар Мал.
1575 року почався новий могольський наступ. 3 березня відбулася жорстока битва біля Тукарої (бенгальській армії у складі 140 тис. піхоти, 40 тис. кінноти, 3 600 слонів і 200 гармат протистояла могольська амрія у 150 тис. піхоти, 30 тис. кінноти, 20 тис. мушкетерів), яка не виявила переможця. Але Дауд-хан ненавадився на подальший спротив, відступивши до Каттака в Оріссі. Моголи захопили бенгальську столицю Танду. Мунім-хан, призначений субадаром Бенгалії, переніс резиденцію до Гауру. Дауд-хан вимушен був укласти договір, за яким поступився Бенгалією та Біхаром Акбару, залишивши за собою Оріссу. Через 6 місяців спалахнула чума, і Мунім-хан раптово помер у жовтні 1575 року. Могольська армія була змушена відступити. Зі Східної Бенгалії моголів стали атакувати Калапахар та Іса-хан. Дауд вирушив з Орісси, відновивши владу в Бенгалії.
Акбар послав нову 150-тисячну армію під командуванням хана Джахан Кулі, який захопив важливий перевал Теліагархі. 12 липня 1576 року в битві біля Раджмахала Дауд-хан, маючи 50 тис. вояків, зазнав цілковитої поразки, потрапив у полон й негайно був страчений. Бенгалія була повністю захоплена могольськими військами й перетворено на субу (провінцію). Бенгальський султанат припинив своє існування. Деякий час афганські заміндари відомі як баро-бхуяни на чолі з Іса-ханом продовжували чинити опір моголам, а баязид з династії Каррані залишався правителем Сілхету до 1612 року.